# Stefanie Middendorf
Stefanie Anna Middendorf (* 25. Juli 1973 in Vechta) ist eine deutsche Historikerin und Professorin für Neueste Geschichte und Zeitgeschichte an der Friedrich-Schiller-Universität Jena.

## Leben und Wirken
Middendorf studierte ab 1992 Geschichte, Kunstgeschichte, Germanistik und Psychologie an der Albert-Ludwigs-Universität Freiburg, der Universität Basel und an der Hebräischen Universität Jerusalem. 1999 legte sie in Freiburg die Magisterprüfung ab und war von 2003 bis 2008 wissenschaftliche Mitarbeiterin am Lehrstuhl für Neuere und Neueste Geschichte der Universität Freiburg. 2008 wurde sie dort mit einer von Ulrich Herbert betreuten Arbeit zur Wahrnehmung gesellschaftlicher Modernität in Frankreich von 1880 bis 1980 promoviert. Von 2007 bis 2019 war Middendorf wissenschaftliche Mitarbeiterin am Lehrstuhl für Zeitgeschichte der Martin-Luther-Universität Halle-Wittenberg, wo sie sich 2019 mit einer Studie über Staatstechniken des Reichsfinanzministeriums seit 1919 habilitierte. Im Kollegjahr 2016/17 war sie als Junior Fellow am Historischen Kolleg in München, seit 2017 leitet sie zusammen mit Laura Rischbieter (Universität Konstanz) das Forschungsnetzwerk Doing Debt. Praxeology of Sovereign Debt in the Long Twentieth Century („Schulden machen. Praxeologie der Staatsverschuldung im langen 20. Jahrhundert“). Seit 2020 ist Middendorf Assoziierte Wissenschaftlerin am Leibniz-Institut für Zeithistorische Forschung in Potsdam sowie Privatdozentin und Wissenschaftliche Mitarbeiterin am Friedrich-Meinecke-Institut der Freien Universität Berlin. 2020 vertrat Middendorf die Professur für Neuere und Neueste Geschichte an der Universität Bremen. Seit Oktober 2021 ist Middendorf Professorin für Neueste Geschichte und Zeitgeschichte an der Friedrich-Schiller-Universität Jena.
Im Januar 2020 beriet Middendorf als Sachverständige den Bundestagsausschuss für Kultur und Medien zu den Verhandlungen um die Kulturgüter der Hohenzollern und deren historische Unterstützung des Nationalsozialismus (Anhörung am 29. Januar 2020). In Interviews verwies sie darauf, dass der Radikalismus adliger Eliten in den 1920er und 1930er Jahren der nationalsozialistischen Bewegung „geistige Deckung“ gegeben habe.
Seit 2023 ist Middendorf Mitglied des Herausgebergremiums der renommierten Fachzeitschrift Vierteljahrshefte für Zeitgeschichte.
Middendorfs Forschungsschwerpunkte liegen in der Sozial- und Kulturgeschichte der Finanzen (Praxeologie der Staatsverschuldung), der Geschichte des Regierens (Demokratie- und Diktaturforschung), der Geschichte der Weimarer Republik und des Nationalsozialismus, der deutschen und französischen Geschichte im 19. und 20. Jahrhundert sowie der vergleichenden Geschichte der kulturellen Moderne in Europa.

## Schriften (Auswahl)
- „Verstoßenes Wissen“. Emigranten als Deutschlandexperten im ‚Office of Strategic Services‘ und im amerikanischen Außenministerium 1943–1955, in: Neue Politische Literatur 46 (2001), S. 23–52.
- Massenkultur. Zur Wahrnehmung gesellschaftlicher Modernität in Frankreich 1880–1980. Wallstein, Göttingen 2009, ISBN 978-3-8353-0542-7 (zugl. Freiburg (Breisgau), Univ., Diss., 2007/2008).
- Masse, Version 1.0, in Docupedia-Zeitgeschichte, veröffentlicht am 5. November 2013.
- mit Corinna R. Unger und Ulrike Schulz (Hrsg.): Institutional History Rediscovered. Observing Organizations’ Behavior in Times of Change (= Comparativ. 24/2014, H. 1).
- Staatsfinanzen und Regierungstaktiken. Das Reichsministerium der Finanzen (1919–1945) in der Geschichte von Staatlichkeit im 20. Jahrhundert. In: Geschichte und Gesellschaft. 41, 2015, S. 140–168.
- Ökonomisierung des Regierens? Überlegungen zum Wandel „moderner“ Staatsfinanzierung in Deutschland und Frankreich (1920–1980). In: Archiv für Sozialgeschichte. 57 (2017), S. 281–311.
- Verteidigung und Verachtung. Demokratiekritik und ihre Grenzen in Frankreich in der Zwischenkriegszeit. In: Journal of Modern European History. 17 (2019), H. 1, S. 16–21.
- Beyond Democracy or Dictatorship. Structuring Sovereign Debt in Germany from Weimar to the Postwar Period. In: Nicolas Barreyre, Nicolas Delalande (Hrsg.): A World of Public Debts. A Political History. Cham 2020, S. 287–315.
- Macht der Ausnahme. Reichsfinanzministerium und Staatlichkeit (1919–1945). Reihe: Das Reichsfinanzministerium im Nationalsozialismus. De Gruyter Oldenbourg, Berlin 2022. ISBN 978-3-11-071226-1.[11][12][13]